# Love Twice
Love Twice je americké filmové drama z roku 2016. Film natočil režisér Rob Nilsson, který rovněž napsal scénář a film produkoval. Ve filmu hrál například velšský hudebník John Cale, o němž o sedmadvacet let dříve Nilsson natočil dokumentární film Words for the Dying. Pro Calea jde o první filmovou roli od roku 2008, kdy hrál ve snímku Salamandra (mezitím, v roce 2014, hostoval v jedné epizodě seriálu The Bridge). Dále ve filmu hrají například Carl Lumbly, Ravi Valleti a Anita Argent. Film se zabývá scenáristou Salem, který se snaží získat kontrolu nad postavami ve scénáři a uspokojit požadavky svého producenta Lestera (John Cale).
Snímek měl premiéru dne 6. října 2016 na festivalu Mill Valley Film Festival ve městě Mill Valley v Kalifornii, kde Nilsson své snímky premiérově představuje pravidelně. Premiéry se osobně zúčastnil režisér Rob Nilsson, stejně jako herci John Cale a Carl Lumbly.

## Obsazení
| Carl Lumbly     | Rodrigo            |
| Anita Argent    | Helene Evelyn Roy  |
| Lindsay Fishkin | Daff               |
| Erich Fleshman  | Prinya Arias       |
| Erik Braa       | Bartender          |
| John Cale       | Lester             |
| Ravi Valleti    | Suri Venkateshwara |
| Noreen Lee      | Maria Christina    |